# Uchinada (Ishikawa)
Uchinada (内灘町 Uchinada-machi?) es un pueblo localizado en la prefectura de Ishikawa, Japón. En octubre de 2019 tenía una población estimada de 26.639 habitantes y una densidad de población de 1.310 personas por km². Su área total es de 20,33 km².

## Geografía

### Localidades circundantes
- Prefectura de Ishikawa
  - Kahoku
  - Kanazawa
  - Tsubata

## Demografía
Según los datos del censo japonés, esta es la población de Uchinada en los últimos años.
| 1995   | 2000   | 2005   | 2010   | 2015   |
| ------ | ------ | ------ | ------ | ------ |
| 26.367 | 26.560 | 26.896 | 26.927 | 26.987 |